# Amblin Partners
Storyteller Distribution Co., LLC, auch bekannt als Amblin Partners, ist ein US-amerikanisches Filmproduktionsunternehmen.

## Geschichte
Amblin Partners wurde am 16. Dezember 2015 von Steven Spielberg, Jeff Skoll von Participant Media, Anil Ambani von Reliance Anil Dhirubhai Ambani Group und Darren Throop von Entertainment One gegründet. Das Unternehmen konzentriert sich in erster Linie auf die Produktion und den Vertrieb von Filmen mit DreamWorks Pictures, Amblin Entertainment und Participant Beteiligung.
Am Tag der Unternehmensgründung gab Amblin Partners bekannt, dass es einen fünfjährigen Vertriebsvertrag mit Universal Pictures eingegangen ist.
Am 9. Oktober 2016 schloss Amblin Partners einen Vertrag mit Alibaba Pictures, bei der Alibaba eine Minderheitsbeteiligung an dem Unternehmen erworben hat und neben der Mitfinanzierung von Amblin und Amblin Partners auch Marketing, Vertriebsunterstützung und Merchandising für Filme von Amblin Partners in China übernehmen wird.
Am 15. Februar 2017 erwarb Universal eine Minderheitsbeteiligung an Amblin Partners.

## Tochterfirmen
- Amblin Entertainment
- Amblin Television
- DreamWorks

## Filmografie
- 2016: BFG – Big Friendly Giant
- 2016: The Light Between Oceans
- 2016: Girl on the Train
- 2016: Office Christmas Party
- 2017: Bailey – Ein Freund fürs Leben
- 2017: Ghost in the Shell
- 2017: Thank You for Your Service
- 2017: Die Verlegerin
- 2018: 7 Tage in Entebbe
- 2018: Ready Player One
- 2018: Das Haus der geheimnisvollen Uhren
- 2018: Aufbruch zum Mond
- 2018: Green Book – Eine besondere Freundschaft
- 2018: Willkommen in Marwen
- 2018: Die Berufung – Ihr Kampf für Gerechtigkeit
- 2019: Captive State